# Gerhard Schlegel (Politiker)
Gerhard Schlegel (* 9. November 1903 in Breslau; † 24. April 1983 in Berlin) war ein deutscher Politiker (SPD), Sportfunktionär und Stadtältester von Berlin.

## Leben
Schlegels Eltern siedelten von Breslau über Kassel nach Berlin um, sein Vater wurde Direktor der Berliner Hafen- und Lagerhausgesellschaft (BEHALA). Der Sohn machte eine kaufmännische Lehre bei den Hafenbetrieben der BEHALA und war als Expedient tätig. 1919 trat er in die Sozialistische Arbeiter-Jugend (SAJ) ein und ab 1921 auch in die SPD. Von 1921 bis 1933 war Schlegel Vorsitzender der SAJ im Bezirk Tiergarten. Er war Leichtathlet und Handballer beim Arbeitersportverein SV Moabit. 1933 wurde er wegen des Verdachts der „Vorbereitung von Hochverrat“ verhaftet, jedoch nach Monaten wieder aus der Untersuchungshaft entlassen. Seine Arbeitsstelle bei den Hafenbetrieben verlor er jedoch, sodass er sich mit Hilfsarbeitertätigkeiten durchschlagen musste.
Unmittelbar nach der Kapitulation wurde Schlegel von der sowjetischen Militäradministration als Hafendirektor der BEHALA eingesetzt, dessen Aufgabe am Anfang vor allem darin bestand, die Häfen Berlins wieder in Gang zu bringen. Hafendirektor im Rang eines Staatssekretärs blieb er bis zu seinem Ruhestand 1970.
Von 1947 bis 1962 war Schlegel Mitglied der Bezirksverordnetenversammlung von Berlin-Tiergarten. 1953 rückte er nur für ein Jahr in das Abgeordnetenhaus von Berlin nach, da Gustav Klingelhöfer Bundestagsabgeordneter wurde.
Da Arbeitersportvereine nicht wieder gegründet werden durften, gründete Schlegel 1949 den Allgemeinen Sport-Verein Berlin, dessen Vorsitzender er wurde. Er war auch 1949 im Gründungsausschuss des neuen Landessportbundes. Er war 1950 Gründungsmitglied und Beisitzer im ersten Präsidium des Deutschen Sportbundes, wo er die Landessportbünde und die Einheit des westdeutschen Sports unter Einbeziehung Westberlins verkörperte: dieses Amt behielt er bis 1970. Dem Vorstand des LSB Berlins gehörte er ebenfalls seit 1949 an und von 1956 bis 1972 war er dessen Vorsitzender (anschließend Ehrenpräsident). Von 1951 bis 1972 war er Präsident des Berliner Leichtathletik-Verbandes, anschließend als Ehrenpräsident.
Von 1954 bis 1973 war Schlegel Persönliches Mitglied des NOK für Deutschland. Hier setzte er sich vor allem für den internationalen Sportverkehr, besonders auch mit Israel ein. 1978 wurde er für seine Verdienste bei der Aussöhnung des deutschen und des israelischen Volkes als erster Deutscher mit der Eintragung in das Goldene Buch des Staates Israel ausgezeichnet.  1976 gründete er das Forum für Sportgeschichte und wurde dessen Vorsitzender. Er holte sich Arnd Krüger als seinen Geschäftsführer.

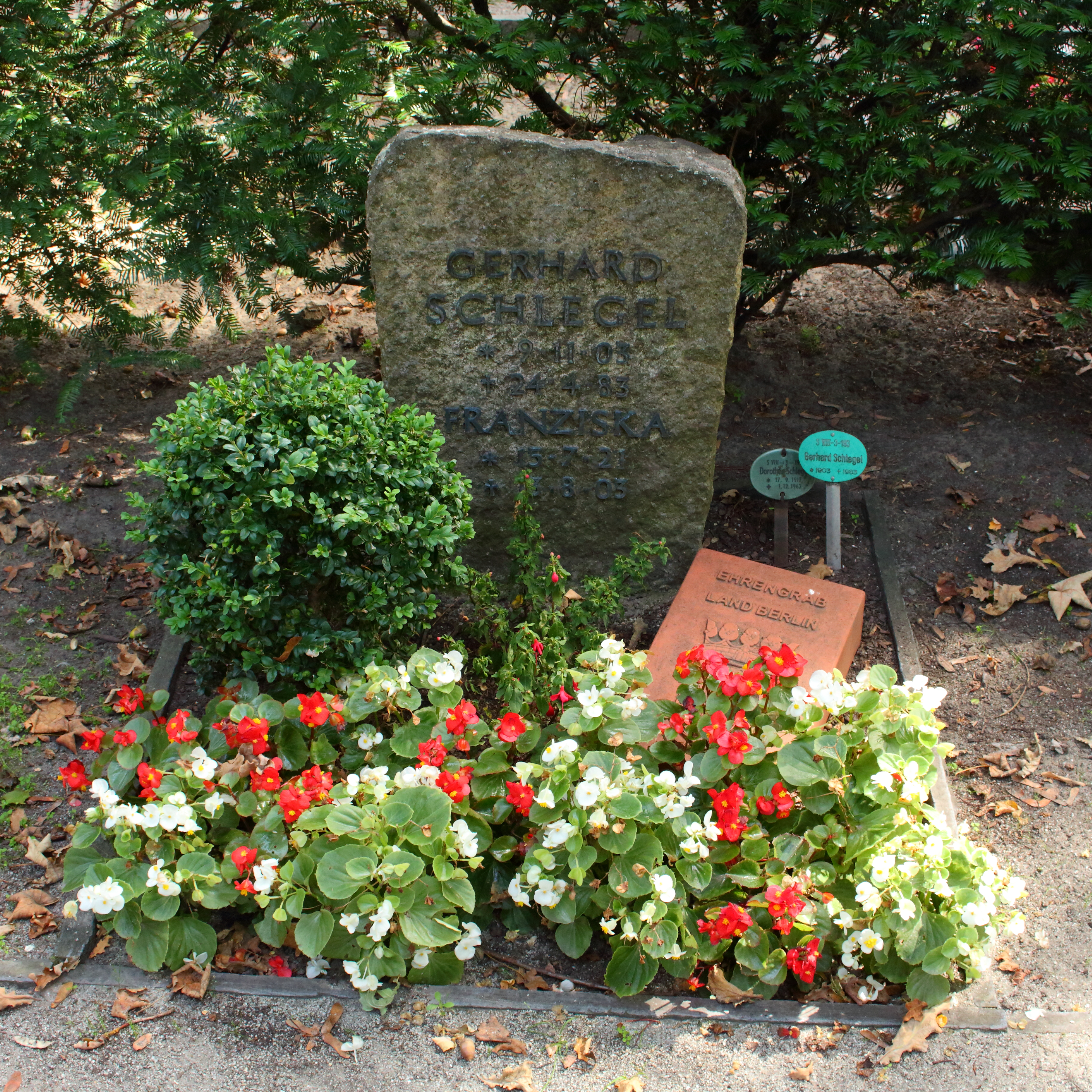
Grabstätte

Schlegels Grab befindet sich auf dem Urnenfriedhof Seestraße und wird als Ehrengrab des Landes Berlin geführt.

## Auszeichnungen
- 1969: Großes Bundesverdienstkreuz
- 1973: Ernennung zum Stadtältesten von Berlin
- 1983: Die Sportschule des Landessportbundes wurde in Gerhard-Schlegel-Sportschule umbenannt.